# Euphorbia praecox
Euphorbia praecox är en törelväxtart som först beskrevs av Pierre Edmond Boissier, och fick sitt nu gällande namn av Fisch. och Aleksandr Alfonsovitj Grossgejm. Euphorbia praecox ingår i släktet törlar, och familjen törelväxter. Inga underarter finns listade i Catalogue of Life.